# رجل المظلة
رجل المظلة تم تحديده في عام 1978 من قبل لجنة اختيار الولايات المتحدة في مجلس النواب بشأن الاغتيالات على أنهُ لوي ستيفن ويت، حيثُ كان الشخص الوحيد الذي يحمل مظلة مطر في يوم مشمس عند اغتيال جون ف. كينيدي، الرئيس الخامس والثلاثون للولايات المتحدة عام 1963م. كما انه كان واحدا من أقرب المارة للرئيس جون كينيدي عندما أغتيل في موكبة. وقد فسرت تلك الحركة على أنها إشارة أرسلت إلى مطلق النار لي هارفي أوزوالد ليقتل جون كينيدي.

## النظرية
نشات نظرية من الباحثين أن رجل الذي يحمل المظلة الذي ظهر في سلسلة من الصور أنه ارسل إشارة إلى لي هارفي أوزوالد مطلق النار، حيث مع اقتراب سيارة ليموزين جون كينيدي، فتح الرجل مظلته ورفعها عالية ومع إنزال المظلة يتم إطلاق النار على جون كينيدي، وبعد عملية الاغتيال يجلس هذا الرجل بالقرب من علامة ستيمونز فريواي بجانب رجل آخر ثم يسير بعدها إلى مكتبة تكساس.